# 劉鈞
劉 鈞（りゅう きん）は、十国北漢の第2代皇帝。廟号は睿宗。世祖劉旻の次男。

## 生涯
史書の記載によれば初名は劉承鈞で、穏やかな性格で読書を好み、書法に通じていたとされる。乾祐7年（954年）、世祖の崩御に伴い、遼より漢（北漢）の皇帝に封じられた。即位に伴い劉鈞と改名し、遼帝に対しては「男」と称し、遼からの下詔では「児皇帝」と表記されている。
即位後は国力の充実に努め、郭無為を宰相に任じ、南方への軍事行動を削減するなどの政策を実施した。さらに遼に対しても世祖の代に比べ独立志向を強め、その援助が削減される傾向があった。また957年には天会と改元している。
天会12年（968年）、病により崩御した。享年43。姉妹の子から養子にした劉継恩が皇位を継承した。